# Schaltwalze
Die Schaltwalze ist ein Bauteil eines Klauengetriebes, das meist bei Motorrädern verwendet wird. Sie wird zum Schalten eines sequenziellen Getriebes benötigt.

## Funktionsweise
Das Getriebe besteht aus einer Antriebswelle, einer Abtriebswelle und einer sogenannten Vorgelegewelle. Über die Antriebswelle wird die Kraft auf die Vorgelegewelle und von dort auf die Abtriebswelle übersetzt und übertragen. Vorgelegewelle und Antriebs- bzw. Abtriebswelle stehen über Zahnräder ständig  miteinander in Eingriff. Aus diesem Grund muss bei jedem Gangradpaar eines lose (Losrad) und das andere drehfest (Festrad) mit der Welle verbunden sein. Die Kraftübertragung zwischen den beiden Wellen findet erst statt, wenn ein sogenanntes Schaltrad ein Losrad mit der Welle drehfest verbindet. Diese Schalträder sind ebenfalls Festräder auf ihrer jeweiligen Wellen. Sie werden durch die Schaltkulisse nach links oder rechts verschoben. Die Schaltkulisse kann man sich als Gassen auf der Schaltwalze vorstellen, in denen die Schaltgabeln laufen. Die Schaltgabeln fassen in die Schaltmuffen der Schalträder. Durch das Verschieben fassen die Schaltklauen des Schaltrades in die Fenster eines Losrades. Dadurch wird das Losrad mit dem Festrad und somit auch mit der Welle drehfest verbunden.
Die Schaltkulisse wird über die Schaltwalze verschoben, die wiederum durch die sogenannte Schaltklinke verdreht wird. Die Schaltklinke wird durch den Fußschalthebel betätigt. Durch das Hochziehen des Fußschalthebels werden die oberen Gänge (2., 3., 4., 5. und eventuell 6.) geschaltet, durch Herunterdrücken heruntergeschaltet und der 1. Gang geschaltet. Die Gänge können, im Gegensatz zum Auto, nur nacheinander geschaltet werden. Es können also keine Gänge übersprungen werden.